# Caryanda byrrhofemura
Caryanda byrrhofemura är en insektsart som beskrevs av Zheng, Z. och Yulin Zhong 2005. Caryanda byrrhofemura ingår i släktet Caryanda och familjen gräshoppor. Inga underarter finns listade i Catalogue of Life.